# Емгерстдейл (Західна Вірджинія)
Емгерстдейл (англ. Amherstdale) — переписна місцевість (CDP) в США, в окрузі Лоґан штату Західна Вірджинія. Населення — 350 осіб (2010).

## Географія
Емгерстдейл розташований за координатами 37°46′57″ пн. ш. 81°49′38″ зх. д. / 37.78250° пн. ш. 81.82722° зх. д. (37.782620, -81.827094).  За даними Бюро перепису населення США в 2010 році переписна місцевість мала площу 7,69 км², з яких 7,64 км² — суходіл та 0,05 км² — водойми.

## Демографія
Згідно з переписом 2010 року, у переписній місцевості мешкало 350 осіб у 141 домогосподарстві у складі 102 родин. Густота населення становила 46 осіб/км².  Було 151 помешкання (20/км²).
Расовий склад населення:
| - 92,6 % — білих - 6,3 % — чорних або афроамериканців |

До двох чи більше рас належало 1,1 %. Частка іспаномовних становила 0,0 % від усіх жителів.
За віковим діапазоном населення розподілялося таким чином: 21,1 % — особи молодші 18 років, 64,0 % — особи у віці 18—64 років, 14,9 % — особи у віці 65 років та старші. Медіана віку мешканця становила 44,0 року. На 100 осіб жіночої статі у переписній місцевості припадало 92,3 чоловіків;  на 100 жінок у віці від 18 років та старших — 94,4 чоловіків також старших 18 років.
Середній дохід на одне домашнє господарство  становив 31 508 доларів США (медіана — 24 250), а середній дохід на одну сім'ю — 38 565 доларів (медіана — 23 938). За межею бідності перебувало 18,5 % осіб, у тому числі 0,0 % дітей у віці до 18 років та 0,0 % осіб у віці 65 років та старших.
Цивільне працевлаштоване населення становило 67 осіб. Основні галузі зайнятості: сільське господарство, лісництво, риболовля — 49,3 %, транспорт — 29,9 %, виробництво — 20,9 %.